# マリオ・ホーファー
マリオ・ホーファー（Mario Hofer、1956年8月12日 - ）は、ドイツ・クレーフェルトに本拠地を構える調教師及び元騎手である。出生地はオーストリア・ケルンテン州オーバーフェルラッハ。

## 来歴
1970年にウィーンの騎手学校に入学し、1974年に卒業。1975年よりドイツ・ミュンヘンを拠点とし騎手として活躍した。
1981年に調教師免許を取得し、1984年に騎手を引退した。騎手としては通算300勝を超える勝ち星を挙げている。
1985年、当時28歳で調教師に転身しミュンヘンで厩舎を開業した。
1988年4月には通算100勝、1991年2月には通算200勝を達成した。
1993年よりクレーフェルトに移った。
2001年、7月に通算1000勝を達成した。
2002年、リーディングトレーナーとなる。同年のジャパンカップダートにパプウスを出走させるために初来日したが、レースは16着という結果に終わっている。
2003年、2年連続でリーディングトレーナーとなる。

## 主な騎乗馬
- グリムポーラ（1985年シュトゥッテン賞）
- アルカルド（1988年メールミュルヘンスレネン）
- ヴァレジアナ（1990年シュトゥッテン賞）
- モンドリアン（1990年オイロパ賞）

## 主な管理馬
G1競走優勝馬（管理時）
- パイタ（2004年クリテリウム・ド・サンクルー）
- ロードオブイングランド（2006年バイエルンツフトレネン）

その他
- フェアブリーズ（2007年ヘッセンポカル、2008年アレフランス賞、コリダ賞）